# Paulo César (ur. 1960)
Paulo César, właśc. Paulo César Camassutti (ur. 26 stycznia 1960 w Taquaritindze) – piłkarz brazylijski, występujący podczas kariery na pozycji napastnika.

## Kariera klubowa
Karierę piłkarską Paulo César rozpoczął w klubie Botafogo Ribeirão Preto w 1978 roku. W lidze brazylijskiej zadebiutował 2 lipca 1978 w przegranym 1-2 meczu z Londriną. Jego dobra gra została zauważona przez São Paulo, do którego Paulo César wkrótce trafił. W São Paulo występował do 1984. Z São Paulo dwukrotnie zdobył mistrzostwo stanu São Paulo – Campeonato Paulista w 1980 i 1981.
W latach 1984–1986 występował w Corinthians Paulista. W barwach Corinthians 21 lipca 1985 w zremisowanym 1-1 meczu z Joinville EC Paulo César wystąpił po raz ostatni w lidze brazylijskiej. Ogółem w latach 1979–1989 wystąpił w lidze w 91 meczach, w których strzelił 10 bramek. W latach 1987–1991 Paulo César występował kolejno w Szwajcarii w Bellinzonie i Grasshopper Club. W sezonie 1986/87 należał do czołowych strzelców szwajcarskiej ekstraklasy, zdobywając 20 bramek.
Karierę zakończył karierę w CA Taquaritinga w 1994 roku.

## Kariera reprezentacyjna
W reprezentacji Brazylii Paulo César jedyny raz wystąpił 14 marca 1981 w wygranym 2-1 towarzyskim meczu z reprezentacją Chile.